# (Marie's the Name) His Latest Flame
(Marie's the Name) His Latest Flame је звучна трака коју је 1961. године снимио Елвис Пресли. Речи музике припадају Док Помуш и Морт Шуману, а Дел Шенон су били први извођачи. Али у августу 1961. Елвис Пресли је свирао најуспешнију и најпопуларнију музичку верзију. Такође, песма је била оцењена на 4. месту на престижном Billboard Hot 100 и на првом месту UK Singles Chart-а 4 узастопне недеље.

## Особље
Снимљено 25. јуна 1961. у РЦА студију у Нешвилу.
- Гитаре, Скоти Море, Хенк Гарланд, Неил Матевс
- Бас гитара, Боб Море
- Бубањ, Ди-Џеј Фонтана, Бади Харман
- Клавир, Флоид Крамер, Гордон Стокер
- Вокал, Тхе Јорданаирес
- Клаве, Бутс Рендолф